# Jigodin
Jigodin (Hongaars: Csíkzsögöd) was tot 1930 een Roemeense gemeente, in het district Harghita (Transsylvanië). In 1930 werd het een deelgemeente van het zuidelijkere Miercurea-Ciuc, gelegen aan de rivier de Fitod. Een deel van het oude dorpsgedeelte is een resort (Jigodin Băi).

## Geschiedenis
Recht tegenover het dorp, aan de overkant van de Olt, ligt een oude burcht die gebouwd was door migrerende volkeren. Andere ruïnes bevinden zich op de rechteroever van de rivier, allemaal uit dezelfde periode. In 1910 telde het dorp zo'n 1213 inwoners.

## Bezienswaardigheden
- De Rooms-katholieke kerk van de Heilige Drievuldigheid, die in de 15e eeuw gebouwd werd in gotische stijl en in 1707 werd uitgebreid in barokstijl. De toren werd gebouwd in 1808. Het standbeeld van de Maagd Maria is uit 1520, net als in Șumuleu Ciuc.
- Mikó Mansion, in de 19e eeuw gebouwd in neoklassieke stijl.

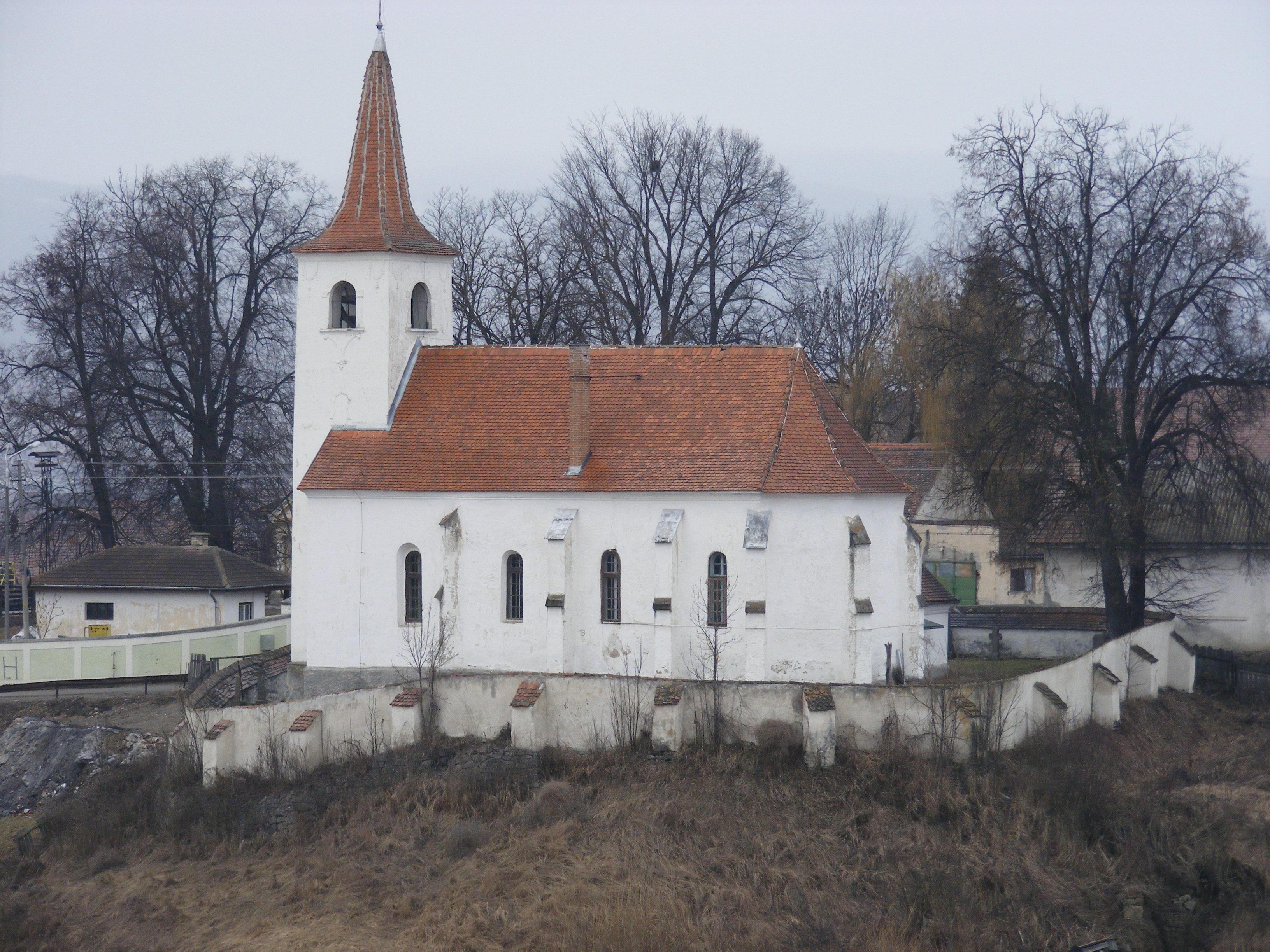
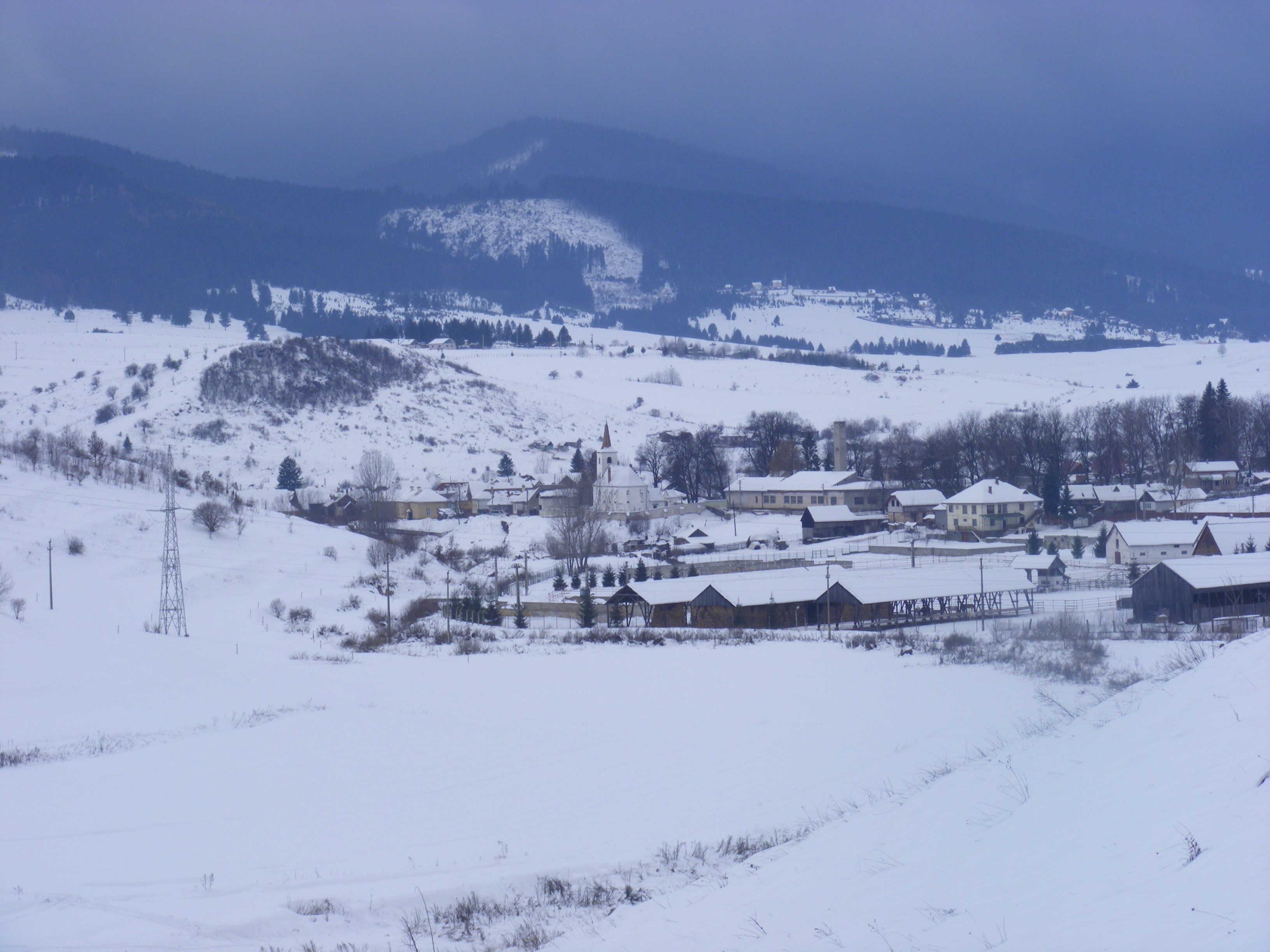

## Bekende inwoners
- Imre Nagy (1893-1976) was een schilder geboren te Jigodin. Zijn oorspronkelijk huis is nu een museum.